# Liste der Biografien/Qun
Liste der Biografien |
Portal Biografien |
Personensuche
# |
A |
B |
C |
D |
E |
F |
G |
H |
I |
J |
K |
L |
M |
N |
O |
P |
Q |
R |
S |
T |
U |
V |
W |
X |
Y |
Z |
?
 
Qa |
Qe |
Qi |
Qo |
Qr |
Qu |
Qv |
Qw |
Qy
 
Qua |
Qub |
Qud |
Que |
Quh |
Qui |
Quj |
Qul |
Qum |
Qun |
Quo |
Qur |
Qus |
Qut |
Quw |
Quy
Die Liste der Biografien führt alle Personen auf, die in der deutschsprachigen Wikipedia einen Artikel haben. Dieses ist eine Teilliste mit 3 Einträgen von Personen, deren Namen mit den Buchstaben „Qun“ beginnt.

## Qun

### Quna
- Qunaj, Sabrina (* 1986), österreichische Schriftstellerin
- Qunanbajuly, Abai (1845–1904), kasachischer Dichter, Schriftsteller und DenkerAbai Qunanbajuly (1845–1904)

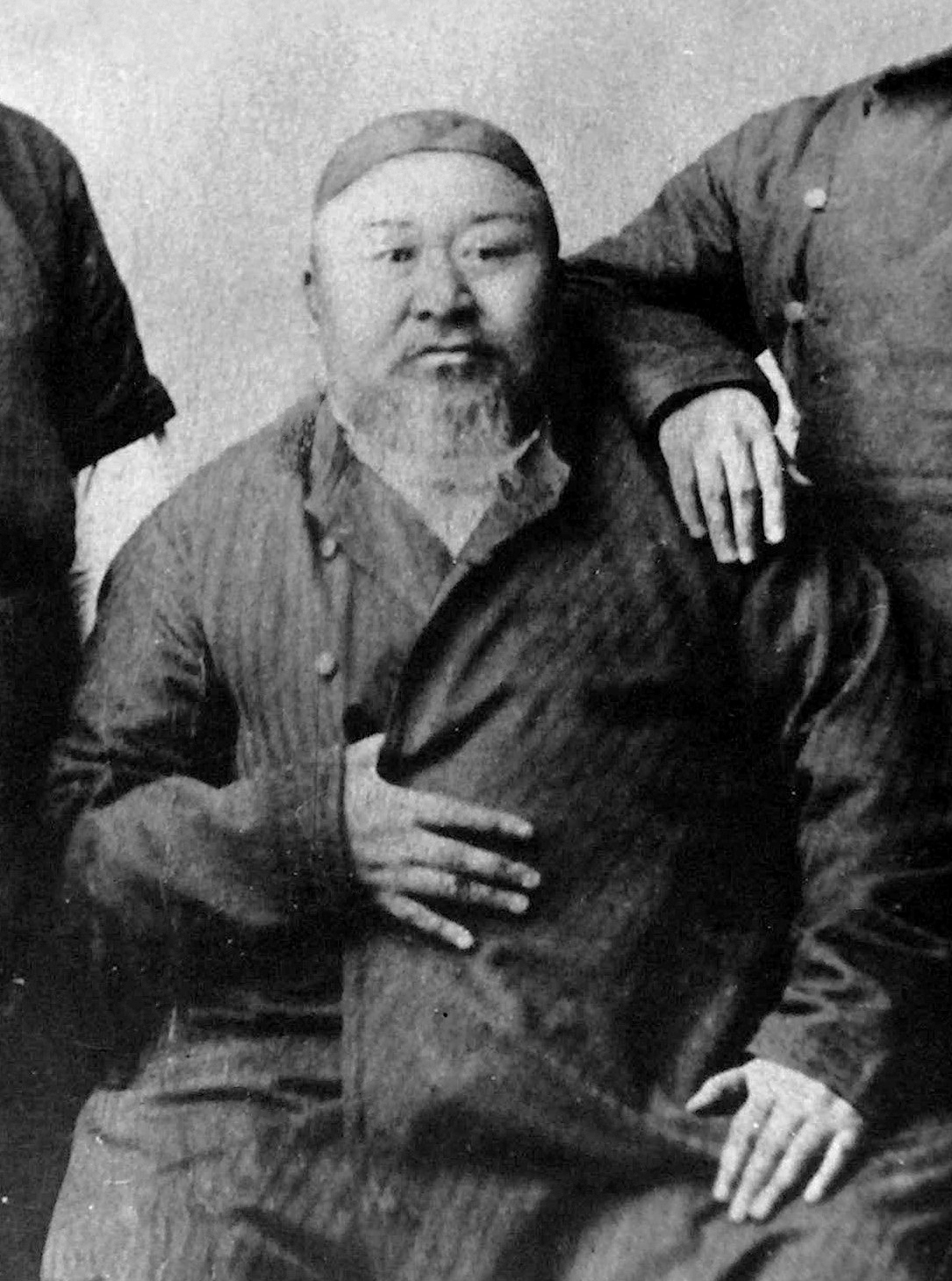
Abai Qunanbajuly (1845–1904)

### Qunt
- Qunta, Christine (* 1952), südafrikanische Schriftstellerin